# Mórichida

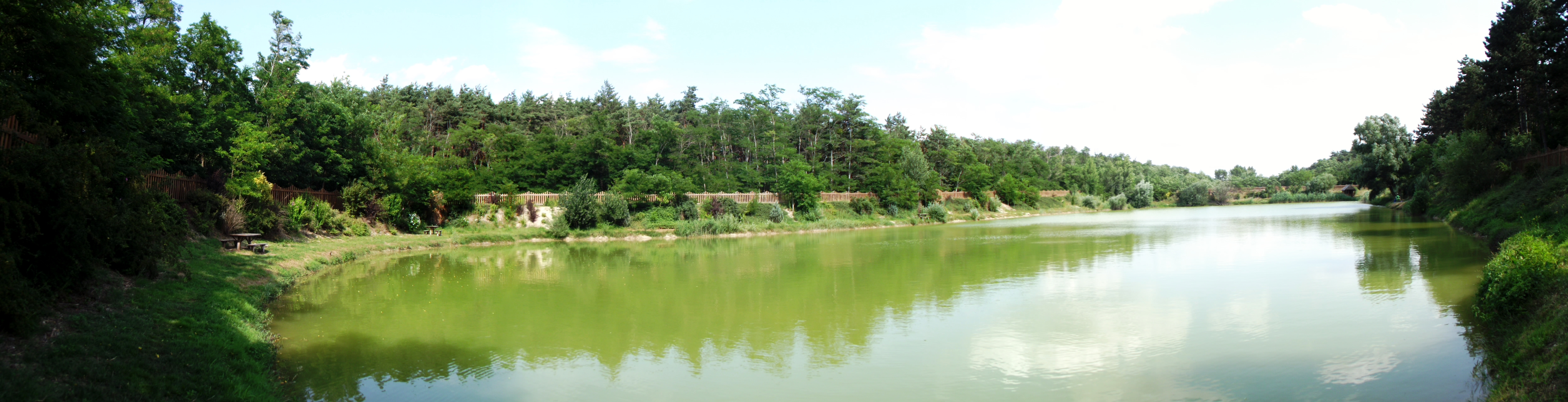
Kaszalapi-lake

Mórichida is een plaats (község) en gemeente in het Hongaarse comitaat Győr-Moson-Sopron. Mórichida telt 860 inwoners (2001).

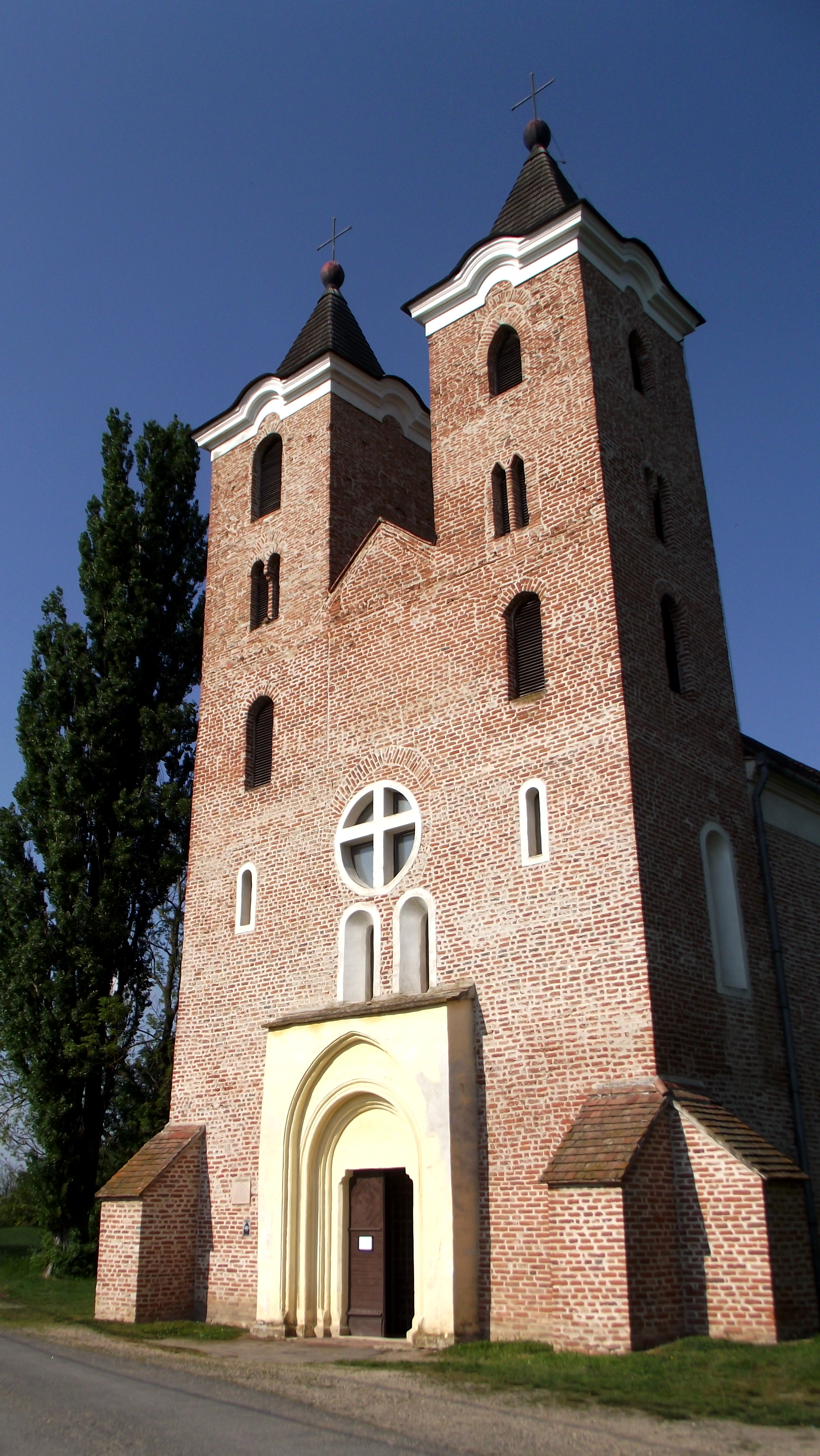
St. James de Apostel Kerk
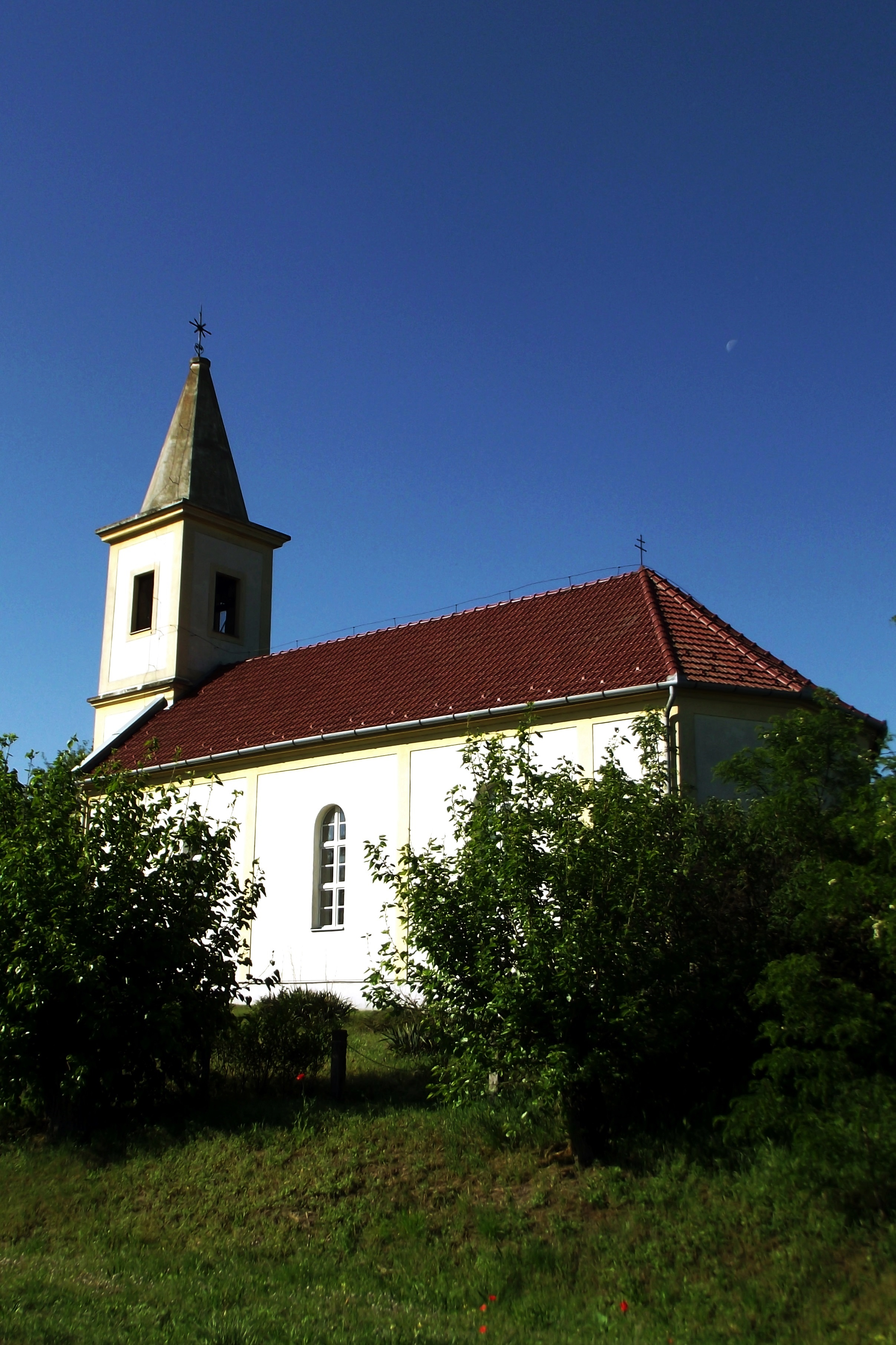
Lutherse Kerk
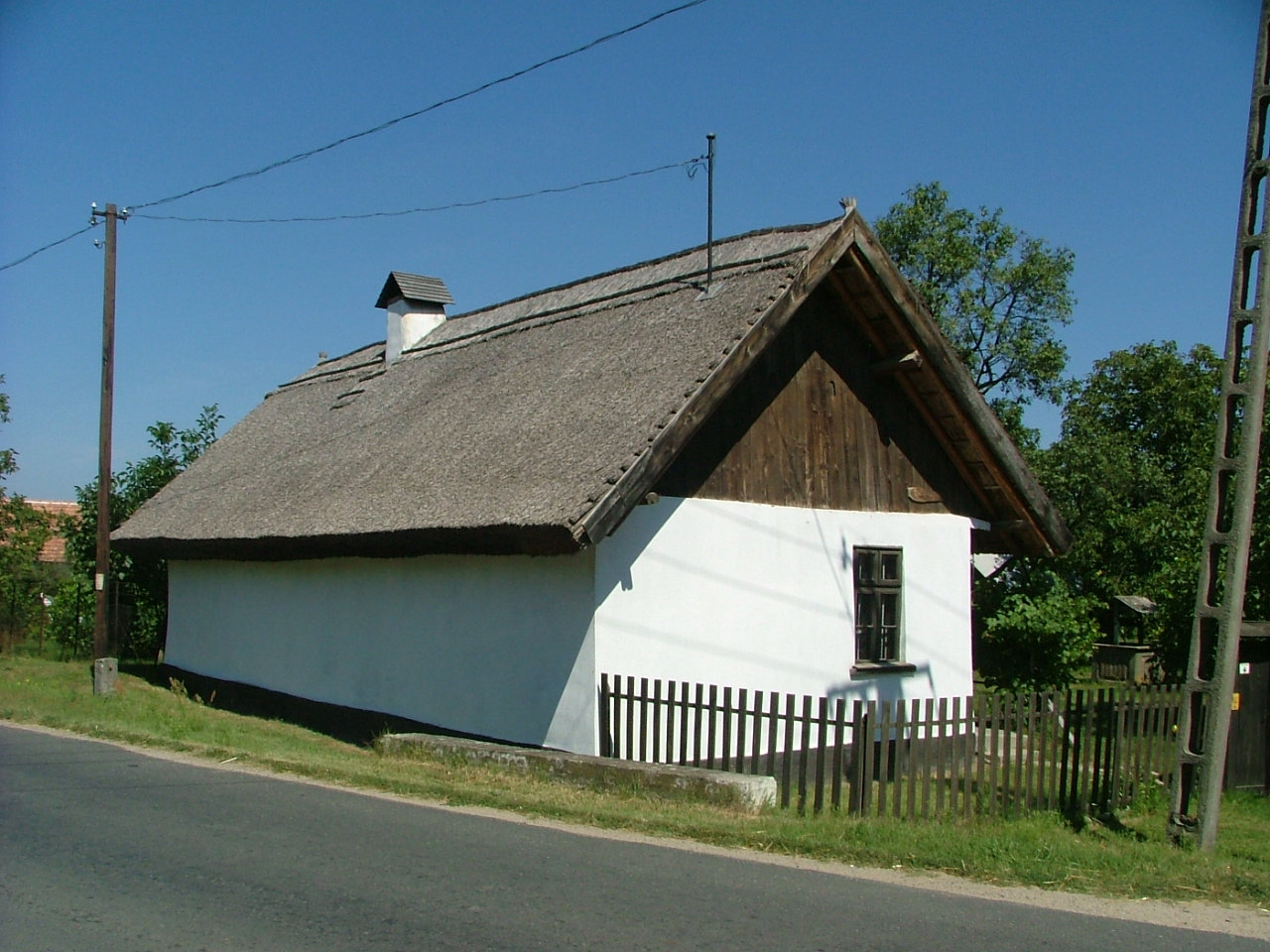
Landelijke Boerderij
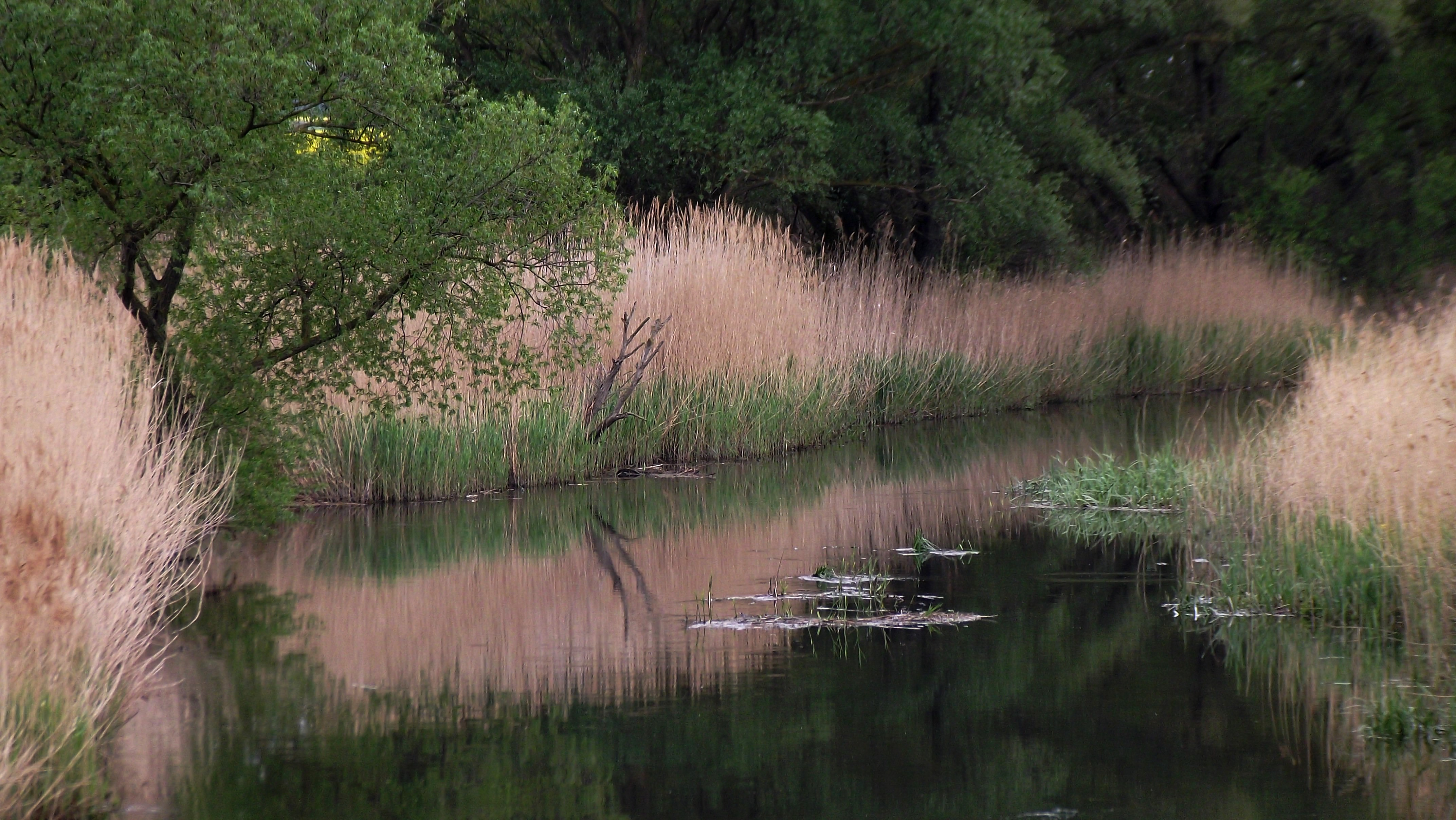
Marcal rivier
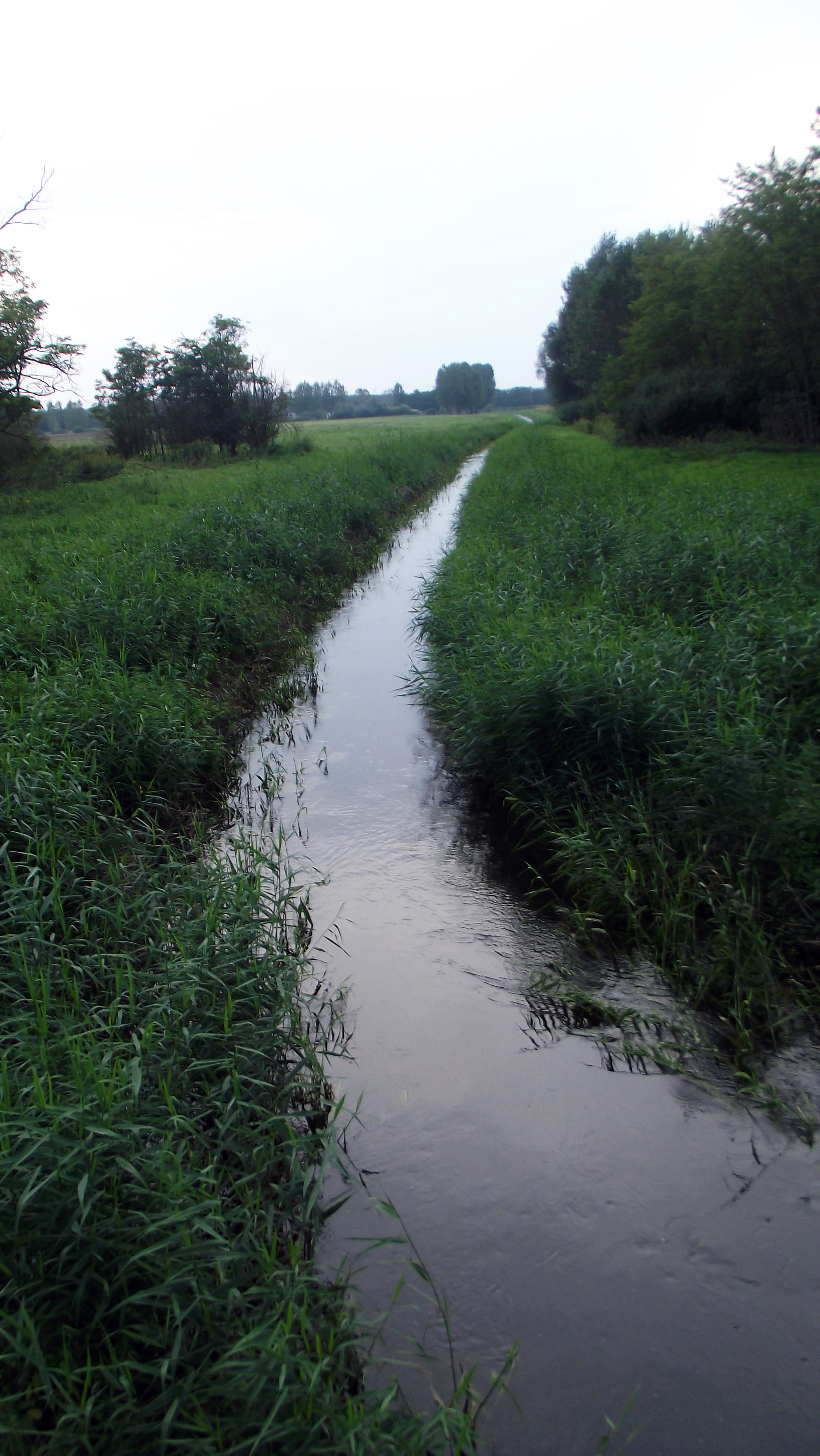
Csángota-stream